# Scorpaena thomsoni
Scorpaena thomsoni är en fiskart som beskrevs av Günther, 1880. Scorpaena thomsoni ingår i släktet Scorpaena och familjen Scorpaenidae. Inga underarter finns listade i Catalogue of Life.